# ФК Сегедин Хонвед

ФК Сегедин Хонвед (мађ. Szegedi Honvéd Sport Egyesüle), је био мађарски фудбалски клуб . Седиште клуба је било у Сегедину, Мађарска. Боје клуба су црвена и бела.

## Историјат клуба
Клуб је основан 1939. године, угашен 1953. па поново обновљен 1955. па дефинитивно угашен 1972. године. Дебитовао је у елитној мађарској лиги у сезони 1951. Првенство је завршио на десетом месту. Разформирали су се 1953. године и замењени са ФК Сегедин ЕАЦ.

## Историјат имена
- 1939–1945: Хонведтистхејештеш алтисти шпортеђешилет Сегедин − Szegedi Honvédtiszthelyettes Altiszti Sportegyesület
- 1945–1946: Толди Сегедин − Szegedi Toldi
- 1946: спојио се са Сегедин ТК −  zegedi TK
- 1946–1949: Хонвед ТК Сегедин − Szegedi Honvéd TK
- 1949–1953: Хонвед СЕ Сегедин − Szegedi Honvéd SE
- 1953: расформиран
- 1955: обновљен
- 1955–1959: Хонвед СЕ Сегедин − Szegedi Honvéd SE
- 1959–1972: Хонвед Кошут Лајош СЕ − Honvéd Kossuth Lajos SE

## Достигнућа
- Прва лига Мађарске у фудбалу:
  - 10. место (1) :1951.
  - 11. место (1) :1952.
  - 8. место (1) :1953.